# Liste des édifices labellisés « Architecture contemporaine remarquable » de Tarn-et-Garonne
Cet article recense les édifices labellisés « Architecture contemporaine remarquable » de Tarn-et-Garonne, en France.
Le label « Architecture contemporaine remarquable » remplace depuis 2016 l'ancien label « Patrimoine du XXe siècle ». Il ne prend en compte que des édifices de moins de 100 ans à la date de labellisation, et qui ne sont pas protégés comme monuments historiques.
Au début 2024, le Tarn-et-Garonne compte cinq édifices ainsi labellisés.

## Liste
| Monument                             | Commune             | Adresse                  | Coordonnées                      | Notice     | Date | Illustration                         |
| ------------------------------------ | ------------------- | ------------------------ | -------------------------------- | ---------- | ---- | ------------------------------------ |
| Mairie-école                         | Albefeuille-Lagarde | Rue Paul-Roussel         | 44° 03′ 59″ nord, 1° 16′ 40″ est | ACR0001211 | 2017 | Mairie-école                         |
| Maison Cafournelle                   | Montauban           | 2050 chemin du Rossignol | 44° 03′ 22″ nord, 1° 21′ 23″ est | ACR0001571 | 2019 | Image manquante Téléverser           |
| Centre d'art et de design La Cuisine | Nègrepelisse        | Avenue du Château        | 44° 04′ 36″ nord, 1° 31′ 23″ est | ACR0001572 | 2019 | Centre d'art et de design La Cuisine |
| Ancienne école Gipoulou              | Valence             | 7 avenue de Bordeaux     | 44° 06′ 31″ nord, 0° 53′ 07″ est | ACR0001783 | 2022 | Image manquante Téléverser           |
| École primaire Jules-Ferry           | Valence             | 9 boulevard de Torsiac   | 44° 06′ 30″ nord, 0° 53′ 38″ est | ACR0001782 | 2022 | Image manquante Téléverser           |